# Morioka
Thành phố Morioka (盛岡市 (Thịnh Cương thị) Morioka-shi) là tỉnh lỵ của tỉnh Iwate và là một thành phố trung tâm của vùng Tohoku, Nhật Bản. Tính đến ngày 1 tháng 7 năm 2023, dân số ước tính thành phố là 283.801 người trong tổng số 132.853 hộ gia đình, mật độ dân số là 320 người/km². Tổng diện tích của thành phố là 886,47 km².

## Địa lý
Morioka nằm giữa bồn địa Kitakami nên mang khí hậu lục địa, chênh lệch nhiệt độ giữa mùa hè và mùa đông, giữa ban ngày và ban đêm lớn. Các sông lớn chảy qua gồm Kitakami, Shizukuishi, Nakatsu. Các ngọn núi đáng chú ý là Himekami và Atago.
| Dữ liệu khí hậu của Morioka              | Dữ liệu khí hậu của Morioka | Dữ liệu khí hậu của Morioka | Dữ liệu khí hậu của Morioka | Dữ liệu khí hậu của Morioka | Dữ liệu khí hậu của Morioka | Dữ liệu khí hậu của Morioka | Dữ liệu khí hậu của Morioka | Dữ liệu khí hậu của Morioka | Dữ liệu khí hậu của Morioka | Dữ liệu khí hậu của Morioka | Dữ liệu khí hậu của Morioka | Dữ liệu khí hậu của Morioka | Dữ liệu khí hậu của Morioka |
| Tháng                                    | 1                           | 2                           | 3                           | 4                           | 5                           | 6                           | 7                           | 8                           | 9                           | 10                          | 11                          | 12                          | Năm                         |
| ---------------------------------------- | --------------------------- | --------------------------- | --------------------------- | --------------------------- | --------------------------- | --------------------------- | --------------------------- | --------------------------- | --------------------------- | --------------------------- | --------------------------- | --------------------------- | --------------------------- |
| Cao kỉ lục °C (°F)                       | 13.2 (55.8)                 | 14.4 (57.9)                 | 21.5 (70.7)                 | 29.0 (84.2)                 | 33.6 (92.5)                 | 33.7 (92.7)                 | 37.2 (99.0)                 | 36.6 (97.9)                 | 34.7 (94.5)                 | 29.2 (84.6)                 | 21.3 (70.3)                 | 17.9 (64.2)                 | 37.2 (99.0)                 |
| Trung bình ngày tối đa °C (°F)           | 2.0 (35.6)                  | 3.2 (37.8)                  | 7.5 (45.5)                  | 14.4 (57.9)                 | 20.3 (68.5)                 | 24.1 (75.4)                 | 27.1 (80.8)                 | 28.4 (83.1)                 | 24.3 (75.7)                 | 17.9 (64.2)                 | 10.9 (51.6)                 | 4.5 (40.1)                  | 15.4 (59.7)                 |
| Trung bình ngày °C (°F)                  | −1.6 (29.1)                 | −0.9 (30.4)                 | 2.6 (36.7)                  | 8.7 (47.7)                  | 14.5 (58.1)                 | 18.8 (65.8)                 | 22.4 (72.3)                 | 23.5 (74.3)                 | 19.3 (66.7)                 | 12.6 (54.7)                 | 6.2 (43.2)                  | 0.8 (33.4)                  | 10.6 (51.1)                 |
| Tối thiểu trung bình ngày °C (°F)        | −5.2 (22.6)                 | −4.8 (23.4)                 | −1.8 (28.8)                 | 3.2 (37.8)                  | 9.1 (48.4)                  | 14.2 (57.6)                 | 18.8 (65.8)                 | 19.8 (67.6)                 | 15.2 (59.4)                 | 7.9 (46.2)                  | 1.8 (35.2)                  | −2.5 (27.5)                 | 6.3 (43.3)                  |
| Thấp kỉ lục °C (°F)                      | −20.6 (−5.1)                | −17.7 (0.1)                 | −17.1 (1.2)                 | −7.8 (18.0)                 | −2.0 (28.4)                 | 1.3 (34.3)                  | 4.3 (39.7)                  | 7.4 (45.3)                  | 2.5 (36.5)                  | −3.4 (25.9)                 | −8.6 (16.5)                 | −17.7 (0.1)                 | −20.6 (−5.1)                |
| Lượng Giáng thủy trung bình mm (inches)  | 49.4 (1.94)                 | 48.0 (1.89)                 | 82.1 (3.23)                 | 85.4 (3.36)                 | 106.5 (4.19)                | 109.4 (4.31)                | 197.5 (7.78)                | 185.4 (7.30)                | 151.7 (5.97)                | 108.7 (4.28)                | 85.6 (3.37)                 | 70.2 (2.76)                 | 1.279,9 (50.39)             |
| Lượng tuyết rơi trung bình cm (inches)   | 63 (25)                     | 55 (22)                     | 39 (15)                     | 3 (1.2)                     | 0 (0)                       | 0 (0)                       | 0 (0)                       | 0 (0)                       | 0 (0)                       | 0 (0)                       | 6 (2.4)                     | 44 (17)                     | 209 (82)                    |
| Số ngày giáng thủy trung bình (≥ 0.5 mm) | 11.9                        | 10.5                        | 13.2                        | 12.2                        | 12.3                        | 10.5                        | 14.6                        | 12.5                        | 12.5                        | 12.4                        | 13.8                        | 12.6                        | 149.0                       |
| Số ngày tuyết rơi trung bình             | 27.3                        | 23.3                        | 20.1                        | 6.9                         | 0.1                         | 0.0                         | 0.0                         | 0.0                         | 0.0                         | 0.2                         | 8.7                         | 24.4                        | 111.0                       |
| Độ ẩm tương đối trung bình (%)           | 73                          | 71                          | 67                          | 65                          | 68                          | 74                          | 80                          | 79                          | 80                          | 78                          | 76                          | 75                          | 74                          |
| Số giờ nắng trung bình tháng             | 115.6                       | 124.8                       | 157.8                       | 171.4                       | 188.0                       | 161.3                       | 130.5                       | 145.3                       | 128.8                       | 141.3                       | 117.7                       | 103.7                       | 1.686,3                     |
| Nguồn: JMA                               |                             |                             |                             |                             |                             |                             |                             |                             |                             |                             |                             |                             |                             |

| Dữ liệu khí hậu của Morioka 1961–1990  | Dữ liệu khí hậu của Morioka 1961–1990 | Dữ liệu khí hậu của Morioka 1961–1990 | Dữ liệu khí hậu của Morioka 1961–1990 | Dữ liệu khí hậu của Morioka 1961–1990 | Dữ liệu khí hậu của Morioka 1961–1990 | Dữ liệu khí hậu của Morioka 1961–1990 | Dữ liệu khí hậu của Morioka 1961–1990 | Dữ liệu khí hậu của Morioka 1961–1990 | Dữ liệu khí hậu của Morioka 1961–1990 | Dữ liệu khí hậu của Morioka 1961–1990 | Dữ liệu khí hậu của Morioka 1961–1990 | Dữ liệu khí hậu của Morioka 1961–1990 | Dữ liệu khí hậu của Morioka 1961–1990 |
| Tháng                                  | 1                                     | 2                                     | 3                                     | 4                                     | 5                                     | 6                                     | 7                                     | 8                                     | 9                                     | 10                                    | 11                                    | 12                                    | Năm                                   |
| -------------------------------------- | ------------------------------------- | ------------------------------------- | ------------------------------------- | ------------------------------------- | ------------------------------------- | ------------------------------------- | ------------------------------------- | ------------------------------------- | ------------------------------------- | ------------------------------------- | ------------------------------------- | ------------------------------------- | ------------------------------------- |
| Trung bình ngày tối đa °C (°F)         | 1.4 (34.5)                            | 2.3 (36.1)                            | 6.4 (43.5)                            | 14.2 (57.6)                           | 20.1 (68.2)                           | 23.2 (73.8)                           | 26.4 (79.5)                           | 28.1 (82.6)                           | 23.1 (73.6)                           | 17.2 (63.0)                           | 10.6 (51.1)                           | 4.4 (39.9)                            | 14.8 (58.6)                           |
| Trung bình ngày °C (°F)                | −2.5 (27.5)                           | −1.9 (28.6)                           | 1.5 (34.7)                            | 8.4 (47.1)                            | 13.9 (57.0)                           | 18.0 (64.4)                           | 21.7 (71.1)                           | 23.2 (73.8)                           | 18.1 (64.6)                           | 11.4 (52.5)                           | 5.6 (42.1)                            | 0.5 (32.9)                            | 9.8 (49.6)                            |
| Tối thiểu trung bình ngày °C (°F)      | −6.5 (20.3)                           | −6.1 (21.0)                           | −2.8 (27.0)                           | 2.8 (37.0)                            | 7.9 (46.2)                            | 13.4 (56.1)                           | 17.8 (64.0)                           | 19.2 (66.6)                           | 13.8 (56.8)                           | 6.3 (43.3)                            | 1.1 (34.0)                            | −3.1 (26.4)                           | 5.3 (41.5)                            |
| Nguồn: chronological scientific tables |                                       |                                       |                                       |                                       |                                       |                                       |                                       |                                       |                                       |                                       |                                       |                                       |                                       |

| Dữ liệu khí hậu của Koma (1991-2020)    | Dữ liệu khí hậu của Koma (1991-2020) | Dữ liệu khí hậu của Koma (1991-2020) | Dữ liệu khí hậu của Koma (1991-2020) | Dữ liệu khí hậu của Koma (1991-2020) | Dữ liệu khí hậu của Koma (1991-2020) | Dữ liệu khí hậu của Koma (1991-2020) | Dữ liệu khí hậu của Koma (1991-2020) | Dữ liệu khí hậu của Koma (1991-2020) | Dữ liệu khí hậu của Koma (1991-2020) | Dữ liệu khí hậu của Koma (1991-2020) | Dữ liệu khí hậu của Koma (1991-2020) | Dữ liệu khí hậu của Koma (1991-2020) | Dữ liệu khí hậu của Koma (1991-2020) |
| Tháng                                   | 1                                    | 2                                    | 3                                    | 4                                    | 5                                    | 6                                    | 7                                    | 8                                    | 9                                    | 10                                   | 11                                   | 12                                   | Năm                                  |
| --------------------------------------- | ------------------------------------ | ------------------------------------ | ------------------------------------ | ------------------------------------ | ------------------------------------ | ------------------------------------ | ------------------------------------ | ------------------------------------ | ------------------------------------ | ------------------------------------ | ------------------------------------ | ------------------------------------ | ------------------------------------ |
| Cao kỉ lục °C (°F)                      | 12.9 (55.2)                          | 12.8 (55.0)                          | 21.3 (70.3)                          | 29.6 (85.3)                          | 33.1 (91.6)                          | 32.8 (91.0)                          | 36.0 (96.8)                          | 35.6 (96.1)                          | 34.0 (93.2)                          | 28.5 (83.3)                          | 21.0 (69.8)                          | 15.7 (60.3)                          | 36.0 (96.8)                          |
| Trung bình ngày tối đa °C (°F)          | 1.5 (34.7)                           | 2.5 (36.5)                           | 6.8 (44.2)                           | 14.1 (57.4)                          | 20.0 (68.0)                          | 23.6 (74.5)                          | 26.6 (79.9)                          | 27.7 (81.9)                          | 23.7 (74.7)                          | 17.6 (63.7)                          | 10.6 (51.1)                          | 4.0 (39.2)                           | 14.9 (58.8)                          |
| Trung bình ngày °C (°F)                 | −2.6 (27.3)                          | −2.0 (28.4)                          | 1.9 (35.4)                           | 8.1 (46.6)                           | 14.2 (57.6)                          | 18.4 (65.1)                          | 22.0 (71.6)                          | 22.9 (73.2)                          | 18.5 (65.3)                          | 11.8 (53.2)                          | 5.5 (41.9)                           | 0.0 (32.0)                           | 9.9 (49.8)                           |
| Tối thiểu trung bình ngày °C (°F)       | −7.4 (18.7)                          | −7.1 (19.2)                          | −3.0 (26.6)                          | 2.0 (35.6)                           | 8.4 (47.1)                           | 13.6 (56.5)                          | 18.2 (64.8)                          | 19.0 (66.2)                          | 14.1 (57.4)                          | 6.3 (43.3)                           | 0.5 (32.9)                           | −4.0 (24.8)                          | 5.0 (41.0)                           |
| Thấp kỉ lục °C (°F)                     | −21.6 (−6.9)                         | −21.3 (−6.3)                         | −16.3 (2.7)                          | −9.6 (14.7)                          | −2.3 (27.9)                          | 1.8 (35.2)                           | 7.9 (46.2)                           | 7.7 (45.9)                           | 1.5 (34.7)                           | −4.2 (24.4)                          | −9.5 (14.9)                          | −18.6 (−1.5)                         | −21.6 (−6.9)                         |
| Lượng Giáng thủy trung bình mm (inches) | 36.3 (1.43)                          | 38.9 (1.53)                          | 70.3 (2.77)                          | 77.6 (3.06)                          | 92.7 (3.65)                          | 103.5 (4.07)                         | 180.3 (7.10)                         | 167.5 (6.59)                         | 152.8 (6.02)                         | 107.5 (4.23)                         | 85.4 (3.36)                          | 65.7 (2.59)                          | 1.178,5 (46.40)                      |
| Số giờ nắng trung bình tháng            | 91.3                                 | 106.0                                | 144.1                                | 166.5                                | 189.9                                | 164.8                                | 137.8                                | 158.6                                | 135.4                                | 132.3                                | 110.5                                | 89.0                                 | 1.626,2                              |
| Nguồn: JMA                              |                                      |                                      |                                      |                                      |                                      |                                      |                                      |                                      |                                      |                                      |                                      |                                      |                                      |

| Dữ liệu khí hậu của Yabukawa            | Dữ liệu khí hậu của Yabukawa | Dữ liệu khí hậu của Yabukawa | Dữ liệu khí hậu của Yabukawa | Dữ liệu khí hậu của Yabukawa | Dữ liệu khí hậu của Yabukawa | Dữ liệu khí hậu của Yabukawa | Dữ liệu khí hậu của Yabukawa | Dữ liệu khí hậu của Yabukawa | Dữ liệu khí hậu của Yabukawa | Dữ liệu khí hậu của Yabukawa | Dữ liệu khí hậu của Yabukawa | Dữ liệu khí hậu của Yabukawa | Dữ liệu khí hậu của Yabukawa |
| Tháng                                   | 1                            | 2                            | 3                            | 4                            | 5                            | 6                            | 7                            | 8                            | 9                            | 10                           | 11                           | 12                           | Năm                          |
| --------------------------------------- | ---------------------------- | ---------------------------- | ---------------------------- | ---------------------------- | ---------------------------- | ---------------------------- | ---------------------------- | ---------------------------- | ---------------------------- | ---------------------------- | ---------------------------- | ---------------------------- | ---------------------------- |
| Cao kỉ lục °C (°F)                      | 7.7 (45.9)                   | 12.6 (54.7)                  | 16.4 (61.5)                  | 24.8 (76.6)                  | 30.3 (86.5)                  | 28.9 (84.0)                  | 30.9 (87.6)                  | 31.8 (89.2)                  | 29.4 (84.9)                  | 25.7 (78.3)                  | 20.5 (68.9)                  | 13.5 (56.3)                  | 31.8 (89.2)                  |
| Trung bình ngày tối đa °C (°F)          | −2.2 (28.0)                  | −1.3 (29.7)                  | 2.5 (36.5)                   | 10.0 (50.0)                  | 16.7 (62.1)                  | 20.3 (68.5)                  | 23.3 (73.9)                  | 24.4 (75.9)                  | 20.3 (68.5)                  | 14.2 (57.6)                  | 7.3 (45.1)                   | 0.6 (33.1)                   | 11.3 (52.3)                  |
| Trung bình ngày °C (°F)                 | −6.6 (20.1)                  | −5.9 (21.4)                  | −2.1 (28.2)                  | 4.2 (39.6)                   | 10.4 (50.7)                  | 14.8 (58.6)                  | 18.9 (66.0)                  | 19.7 (67.5)                  | 15.3 (59.5)                  | 8.5 (47.3)                   | 2.3 (36.1)                   | −3.4 (25.9)                  | 6.4 (43.5)                   |
| Tối thiểu trung bình ngày °C (°F)       | −13.2 (8.2)                  | −13.0 (8.6)                  | −8.3 (17.1)                  | −2.1 (28.2)                  | 3.5 (38.3)                   | 9.1 (48.4)                   | 14.7 (58.5)                  | 15.3 (59.5)                  | 10.3 (50.5)                  | 2.5 (36.5)                   | −3.3 (26.1)                  | −8.7 (16.3)                  | 0.6 (33.1)                   |
| Thấp kỉ lục °C (°F)                     | −26.6 (−15.9)                | −27.6 (−17.7)                | −24.8 (−12.6)                | −15.5 (4.1)                  | −7.5 (18.5)                  | −2.4 (27.7)                  | 3.1 (37.6)                   | 3.1 (37.6)                   | −1.6 (29.1)                  | −8.1 (17.4)                  | −14.8 (5.4)                  | −24.3 (−11.7)                | −27.6 (−17.7)                |
| Lượng Giáng thủy trung bình mm (inches) | 54.5 (2.15)                  | 50.5 (1.99)                  | 83.1 (3.27)                  | 95.2 (3.75)                  | 116.0 (4.57)                 | 115.0 (4.53)                 | 210.7 (8.30)                 | 203.3 (8.00)                 | 160.3 (6.31)                 | 127.2 (5.01)                 | 108.0 (4.25)                 | 84.8 (3.34)                  | 1.405,1 (55.32)              |
| Số giờ nắng trung bình tháng            | 61.0                         | 69.7                         | 107.3                        | 151.0                        | 177.7                        | 150.4                        | 126.8                        | 142.7                        | 122.2                        | 124.2                        | 94.9                         | 64.6                         | 1.392,4                      |
| Nguồn: JMA                              |                              |                              |                              |                              |                              |                              |                              |                              |                              |                              |                              |                              |                              |

## Văn hóa
Morioka hấp dẫn khách du lịch với các món ẩm thực nổi tiếng như raramen, reimen, wanko soba, sempei và với di tích lịch sử thành Morioka.

## Nhân vật nổi tiếng
- Hara Takashi: Cựu thủ tướng Nhật Bản.
- Yonai Mitsumasa: Cựu thủ tướng Nhật Bản.